# Хуго XV фон Монфор-Тетнанг
Хуго XV (IV) фон Монфор-Тетнанг (на немски: Hugo XV (IV) Graf von Montfort-Tettnang; * 1 април 1599; † 2 юли 1662) е граф на Монфор-Тетнанг и Лангенарген на Боденското езеро в Баден-Вюртемберг.

## Произход
Той е от влиятелния и богат швабски род Монфор/Монтфорт, странична линия на пфалцграфовете на Тюбинген.
Хуго XV (IV) е син на граф Йохан VI фон Монфор-Тетнанг (1558 – 1619), губернатор (ландесхауптман) на Щирия (1586 – 1590), и съпругата му графиня Сибила Фугер фон Кирхберг-Вайсенхорн (1572 – 1616), дъщеря на Якоб III Фугер (1542 – 1598) и Анна Илзунг фон Тратцберг (1549 – 1601). Внук е на граф Якоб I фон Монфор-Пфанберг († 1572) и Катарина Фугер фон Кирхберг-Вайсенхорн (1532 – 1585), дъщеря на Антон Фугер. Правнук е на граф Георг III фон Монфор († 1544) и Катарцина/Катарина Ягелонка (1503 – 1548), дъщеря на крал Зигмунт I Стари Полски, Литовски (1467 – 1548) и Катарцина/Катарина Телницзанка († 1526).

## Фамилия
Хуго XV фон Монфор-Тетнанг се жени на 7 октомври 1618 г. във Волфег за графиня Йохана Евфросина фон Валдбург-Волфег (* 1 март 1596, Валдзее; † 9 септември 1651, Тетнаг), дъщеря на наследствен „трушсес“ граф Хайнрих фон Валдбург-Волфег (1568 – 1637) и графиня Мария Якоба фон Хоенцолерн-Зигмаринген (1577 – 1630). Те имат девет деца:
- Мария фон Монфор († 1626)
- Мария Франциска фон Монфор (* 1621; † сл. 1659)
- Мария Катарина Урсула фон Монфор (* 1623; † 1655)
- Йохан VIII фон Монфор-Тетнанг (* 25 ноември 1627; † 12 септември 1686, Лангенарген), граф на Монфор-Тетнанг, женен I. 1655 г. за графиня Мария Анна Евсебия фон Кьонигсег (* 1627; † 3 април 1656), II. на 20 август 1658 г. за графиня Мария Катарина фон Зулц (* 16 юни 1630, Тинген; † 2 ноември 1686)
- Франц Йозеф фон Монфор (* 25 март 1629; † 26 април 1673)
- Мария Анна Антония Валбурга фон Монфор (* 1630; † 7 юли 1650, Щетенфелс), омъжена на 4 юни 1646 г. в Мюнхен за граф Кристоф Рудолф Фугер фон Кирхберг-Вайсенхорн, Гльот, Щетенфелс, Болвайлер (* 8 февруари 1615, Шпайер Ст. Герман; † 5 ноември 1673, Гльот)
- Мария Елизабет фон Монфор (* 1631; † 24 април 1701), омъжена за граф Франц Ернст III фон Крихинген († 1677), син на граф Лотар фон Крихинген († 1629) и графиня Анна Магдалена фон Ханау († 1673)
- Йоахим фон Монфор (* 11 февруари 1634; † 15 юли 1634)
- Йохан Антон I фон Монфор-Тетнанг (* 14 октомври 1635; † 4 юни 1708), живее в Астрия, женен I. 1677 г. за графиня Мария Викторина фон Шпаур и Флавон (* 1651; † 16 май 1688), II. на 6 януари 1692 г. за Мария Катарина т'Серклаес, графиня фон Тили († 21 юли 1774)